# Annette Skotvoll
Annette Skotvoll   (Trondheim, 1 de setembre de 1968) és una exjugadora d'handbol noruega que va competir durant les dècades de 1980 i 1990.
El 1988 va prendre part en els Jocs Olímpics de Seül, on guanyà la medalla de plata en la competició d'handbol. Quatre anys més tard, als Jocs de Barcelona, revalidà la medalla de plata. No pogué fer el mateix als Jocs d'Atlanta de 1996, on l'equip noruec fou quart en la competició d'handbol. En el seu palmarès també destaca una medalla de bronze al campionat del món d'handbol de 1993 i una de plata i una de bronze al campionat d'Europa d'handbol de 1996 i 1994 respectivament. Entre 1987 i 1996 jugà un total de 250 partits i marcà 2 gols amb la selecció nacional.
A nivell de clubs jugà al Sjetne IL i al Byåsen HE, amb qui una lliga. En retirar-se entrà a formar part de l'equip tècnic del Byåsen.